# 種苗法
種苗法（しゅびょうほう、平成10年5月29日法律第83号）は、植物の新品種の創作に対する権利保護（品種登録制度）と流通種苗の表示等の規制（指定種苗制度）に関する日本の法律である。
1998年5月29日に公布された。植物の新たな品種（花や農産物等）の創作をした者は、その新品種を登録することで、植物の新品種を育成する権利（育成者権）を占有することができる旨が定められている。

## 主務官庁
- 農林水産省輸出・国際局知的財産課種苗室[2]

同省農産局園芸作物課・地域作物課、経済産業省経済産業政策局知的財産政策室、内閣官房知的財産戦略本部など他省庁と連携して執行にあたる。

## 概説
現在の種苗法は、1991年に改正された植物の新品種の保護に関する国際条約（International Convention for the Protection of New Varieties of Plants、略称：UPOV条約（UPOVは本条約を管理する植物新品種保護国際同盟の仏文略称））を踏まえて、旧種苗法 （農産種苗法 昭和22年法律第115号）を全部改正したものである。
育成者権における権利の形態は、特許権や実用新案権のしくみと非常によく似ており、例えば、優先権や専用利用権、通常利用権、先育成による通常利用権、裁定制度、職務育成品種など、多くの共通点を有している。
ただし、植物の特性を踏まえ、登録品種を育種素材として利用してさらに品種改良を行うことの妨げとならないよう、「新品種の育成その他の試験又は研究のためにする品種の利用」には育成者権の効力は及ばないこととされている。
この種苗法における育成者権を巡っては、他の知的財産権と同様に、アジアなどにおける海賊版農産物が大きな問題になっている。例えば、日本国内で開発された新品種（北海道が育成したいんげん豆「雪手亡」や、栃木県が育成したいちご「とちおとめ」など）が、中国や韓国などで無断で栽培され、収穫物や加工品が日本に逆輸入される事件があった。これは農業関係者の長い間の努力にただ乗りする行為であって、日本の付加価値の高い産業の力を弱めることになるため、農林水産省をはじめ、政府各機関では、育成者権の侵害対策強化に乗り出している。
実際に、登録品種の収穫物や加工品が育成者権を侵害する形で輸入されようとした場合には、特許権、実用新案権、意匠権、商標権、著作権等他の知的財産権の侵害物品と同様に、税関長が没収、廃棄や積戻しを命じることができる旨、別途関税法において定められている。

## 構成
- 第1章　総則（第1条・第2条）
- 第2章　品種登録制度
  - 第1節　品種登録及び品種登録出願（第3条 ― 第12条）
  - 第2節　出願公表（第13条・第14条）
  - 第3節　審査（第15条 ― 第18条）
  - 第4節　育成者権（第19条 ― 第32条の2）
  - 第5節　権利侵害（第33条 ― 第44条）
  - 第6節　品種登録の維持及び取消し（第45条 ― 第49条）
  - 第7節　雑則（第50条 ― 第57条の2）
- 第3章　指定種苗（第58条 ― 第66条）
- 第4章　罰則（第67条 ― 第75条）

## 改正経緯
農産種苗法（1947年）が1978年に種苗法への改名がされるなど、数次の改正を経て現行の種苗法となる。
- 農産種苗法（昭和22年法律第115号） - 食料事情が戦後に逼迫したことを背景として、農業生産の安定化及び生産性向上を図るために、優良苗種の品種改良を奨励する制度が設けられた。 この農産種苗法は育苗者の利益を擁護し、農林大臣による優良苗種の奨励を目的とした苗種名称登録とその違反者への罰則が規定されている
  - 農産種苗法の一部を改正する法律(昭和25年法律第89号)(昭和25年4月1日施行)
  - 農産種苗法の一部を改正する法律 - 昭和53年法律89号）により、農産種苗法から種苗法へ改名。
- 種苗法（昭和53年12月28日施行） - 植物の新品種の保護に関する国際条約（UPOV条約）により設立された植物新品種保護国際同盟への加盟前準備として改定。UPOV条約（1978年改正）に適合させて、種登録制度がより詳細に区分され、指定種苗制度の対象となる ｢指定種苗｣が定められ、その表示に関する規制が設けられた。
  - 種苗法の一部を改正する法律(昭和57年法律第71号)
  - 主要農作物種子法及び種苗法の一部を改正する法律(昭和61年法律第79号)
  - 種苗法の一部を改正する法律(平成15年法律第80号)
- 種苗法（平成10年法律第83号） -　1991年のUPOV条約改正に伴う改定

### 令和2年の一部改正
前述した日本で開発された品種の海外流出や、国内での無断栽培と販売といった問題が大きな議論を呼んだことで、2020年（令和2年）に一部改正されることになった。主な改正項目は、「海外持ち出し制限」と「指定地域外の栽培の制限」、「増殖の許諾制」である。
- 海外持ち出し制限：開発者が種や苗を輸出する国や栽培する地域を指定できるようになり、それ以外の国に故意に持ち出すなどした場合は、罰則の対象になる。
- 指定地域外の栽培の制限：国内の栽培地域も管理されるようになり、指定地域外では育成者権者の許諾を必要とする。
- 増殖の許諾制：登録品種については、農業者による増殖は育成者権者の許諾を必要とする。

国内開発の知財や育成者権者を守るための改正であり、新品種の開発を手がける農家や日弁連からは期待の声が聞こえた。一方で、栽培農家からは「自家増殖」に許諾が必要になることに不安の声があがった。主な反対理由は、許諾の際に開発者に支払う許諾料が高額になったり、手続が複雑になったりして負担が増えることへの懸念である。これに対し農林水産省は、自家増殖が行われている多くの品種に影響はないことや、国の研究機関や都道府県が開発した品種が多く、許諾料が高額になることは考えにくいと説明したが、システム上は懸念が解消できないことから議論は平行線になり、国会では通常国会後の継続審議に採決が持ち越された。 この議題は、農業関係者だけでなく、インターネット上で多くの一般人も意見を表す、賛否両論の議題となった。特に、著名人である柴咲コウが反対意見を表明したことで大きな話題を呼んだ。
2020年11月17日に審議・可決され、12月2日に成立し、同9日に公布された。採決では立憲民主党と日本共産党が反対するなど反対意見は根強かったため、法案可決後には、種苗の適正価格での安定供給、自家増殖の許諾手続の適正な運用を求める附帯決議が採択された。附帯決議は、自由民主党、立憲民主党・社民・無所属、公明党、維新の会、国民民主党の5派共同提案であった。ただし、附帯決議に法的な拘束力はない。